# Данганнон и Южный Тирон
Данганнон и Южный Тирон (англ. Dungannon and South Tyrone Borough Council) — район, существовавший до 1 апреля 2015 года в Северной Ирландии в графстве Тирон.
В 2011 году планировалось объединить район с районами Марафелт и Кукстаун, однако в июне 2010 года Кабинет министров Северной Ирландии сообщил, что не может согласиться с реформой местного самоуправления и существующая система районов останется прежней в обозримом будущем.
С 1 апреля 2015 года объединен с районами Марафелт и Кукстаун в район Мид-Алстер.

## Состав района
Данганнон и Южный Тирон был расположен в южной части графства Тирон и включал в себя небольшую часть графства Арма.
Данганнон был столицей района и самым крупным городом.
Также в состав района входили следующие деревни и таунленды:
- Алтмор (Altmore)
- Аунаклой (Aughnacloy)
- Баллиголи (Ballygawley)
- Бенберб (Benburb)
- Брокаф (Brockagh)
- Драмки (Drumkee)
- Клофер (Clogher)
- Каслколфилд (Castlecaulfield)
- Колайленд (Coalisland)
- Кэледен (Caledon)
- Ньюмиллс (Newmills)
- Мой (англ.[англ.])
- Мойгешел (Moygashel)
- Офер (Augher)
- Тамнамор (Tamnamore)
- Файвмайлтаун (Fivemiletown)